# 西尾の抹茶

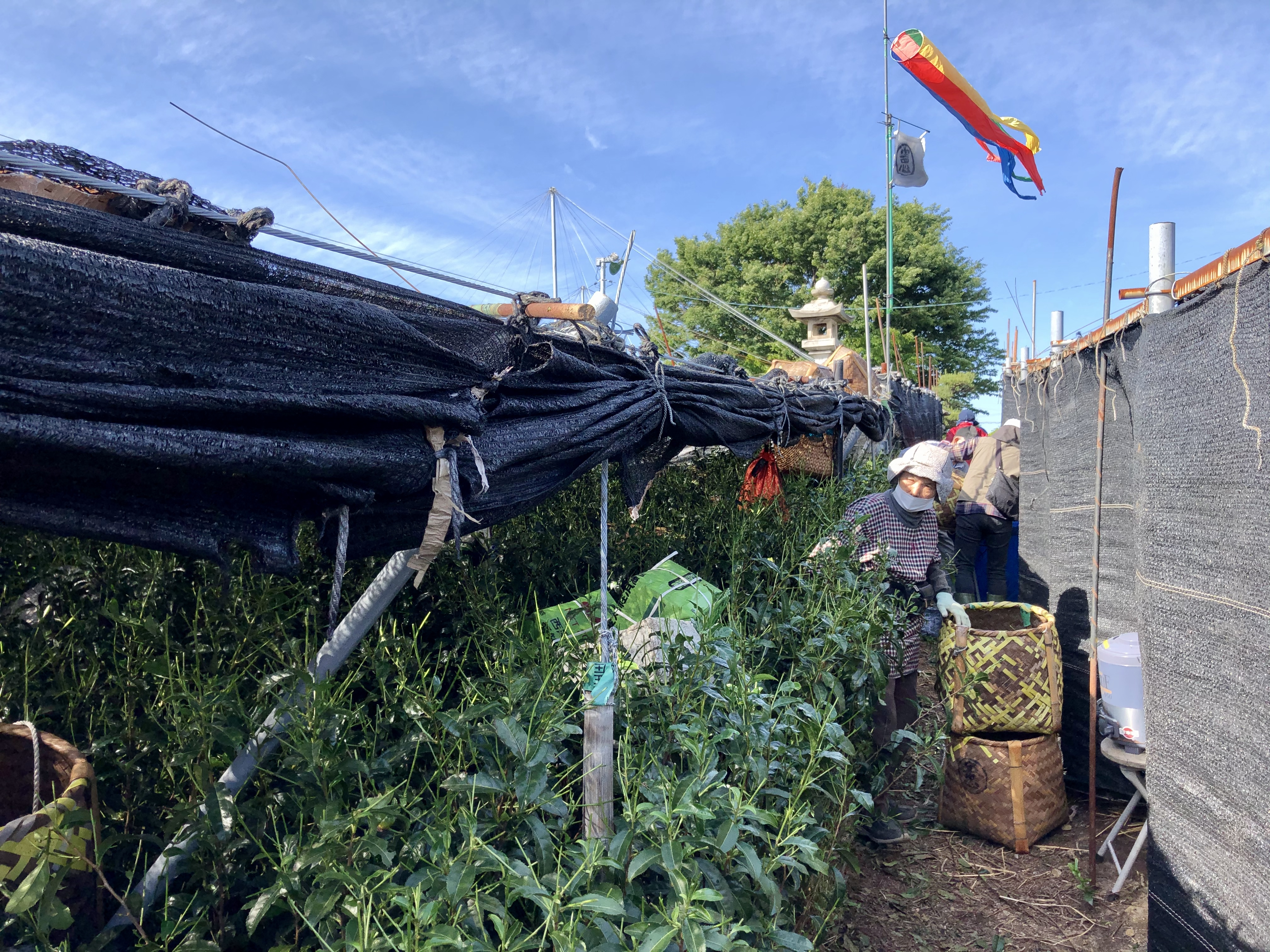
西尾市の茶畑

西尾の抹茶（にしおのまっちゃ）は、西尾茶を対象とする地域ブランド（地域団体商標）の一つ（登録番号：第5204296号、権利者：西尾茶協同組合）。「愛知県西尾市・安城市・幡豆郡吉良町で生産された茶葉を同地域においててん茶加工・仕上げ精製し、茶臼挽（ひ）きした抹茶」をさす。飲用から加工までのすべてが対象。
茶の分野で抹茶に限定した地域ブランドとしては全国で初である。

## 経緯
2005年4月、抹茶生産で全国有数の産地である西尾市周辺で栽培された茶葉を、より付加価値を高めることを目的として、西尾市茶業組合が地域ブランド取得の検討を開始した。2007年4月に西尾茶協同組合が設立され、中心となって手続きを進める。2008年7月末、西尾茶協同組合が「西尾の抹茶」を地域ブランドとして特許庁に申請。2009年2月20日に地域団体商標（地域ブランド）に登録された。
2017年3月には、農林水産省の地理的表示保護制度の登録産品として登録されたが、2020年2月に、生産工程管理業務を廃止したという理由のため登録が消除された。

## ブランドマーク
ブランドマークは、抹茶をイメージする抹茶茶わんと茶せんをデザインしており、抹茶色を使用。マークには、「茶道」をつなげ、「西尾の抹茶」を永久的に広げつなげていくという願いが込められている。

## 特徴
地域ブランド「西尾の抹茶」は、生産、製造・加工地域が厳密に定義されている。伝統的な茶臼碾き（びき）が条件である。
生産地である西尾の土地は、矢作川と矢作古川の三角州に位置しているため、水はけのよい砂状の赤土であり、矢作川の川霧で適度な湿度が茶畑一帯を覆っている。これらがお茶の生育に適しているといわれている。
棚下生産、寒冷紗の二枚がけ、JGAPなどの第三者認証の取得、トレーサビリティ、その他栽培技術の改良を行っている。

## ギャラリー
- 茶摘み
- 茶畑の中央部にある稲荷山茶園公園
- ネットが被せられていない畝（手前）と被せられている畝（奥）
- 「西尾の抹茶」を使った各種商品